# Барбу, Марга
Марга Барбу (полное имя и фамилия — Маргарета-Ивонн Барбу) (рум. Marga Barbu; 24 февраля 1929, Окна-Шугатаг, Марамуреш, Королевство Румыния — 31 марта 2009, Бухарест, Румыния) — румынская актриса
 театра и кино.

## Биография
Дочь балерины. С детства увлекалась танцами, решила последовать примеру своей матери. Но, во время медицинского обследования у неё обнаружили сердечное заболевание, из-за которого пришлось отказаться от танцевальной карьеры. Посещала курсы актёрского мастерства и философии, пока, наконец, не выбрала профессию актрисы.
В 1950 году окончила Театральный институт в Бухаресте (ныне Национальный университет театра и кино «И. Л. Караджале»).
С 1952 года до выхода на пенсию в 1993 году Марга Барбу была актрисой театра Ноттара (бывший Армейский театр).
Дебютировала в кино в 1953 году. За свою карьеру снялась в 35 фильмах.
Представляла румынское кино на многих международных фестивалях и мероприятиях: Сан-Себастьянском кинофестивале (1966), Карловарском кинофестивале (1966), Московском кинофестивале (1969), Сараевском кинофестивале (1969), Днях кино в СССР и Германия (август 1968), Днях румынского кино в СССР (1965), Днях румынского кино в Риме (1967) и др.
Похоронена на кладбище Беллу.

## Избранная фильмография
- 1988 — Исчезнувшие свидетели / Martori disparuti
- 1985 — Серебряная маска /  Masca de argint
- 1985 — Бирюзовое ожерелье /  Colierul de turcoaze
- 1983 — Новые приключения Жёлтой Розы /  Misterele Bucurestilor — Агата
- 1982 — Жёлтая Роза /  Trandafirul galben — Агата
- 1982 — Дорогой страданий и гнева /  Drumul oaselor — Агата Стэтиняну, актриса
- 1982 — Вильгельм Завоеватель / Guillaume le conquérant
- 1979 — Воспоминания старого комода /  Bietul Ioanide
- 1972 — Последний патрон /  Ultimul cartuș — жена Семаки
- 1972 — Приданое княжны Ралу / Zestrea domnitei Ralu — Аница
- 1971 — Сотворение мира / Facerea lumii — Ирма / Габи
- 1971 — Неделя безумных / Saptamîna nebunilor — Аница
- 1970 — Приключения гайдука Ангела / Haiducii lui Saptecai — Аница
- 1968 — Похищение девушек / Rapirea fecioarelor — Аница
- 1967 — Месть гайдуков / Razbunarea haiducilor — Аница
- 1966 — Преступники / Haiducii — трактирщик Анита
- 1965 — У врат земли / La portile pamîntului
- 1965 — Гайдуки / Haiducii — Аница
- 1965 — Белый процесс / Procesul alb
- 1957 — Орёл 101 / Vultur 101 — Лаура Сэндулеску
- 1953 — Внуки горниста / Nepotii gornistului — Симина

Трижды была замужем, первым браком за писателем и сценаристом Эуженом Барбу, вторым — за актёром Константином Кодреску, третьим — за инженером.

## Награды
- Кавалер ордена «За верную службу» (2004)[3]